# Bucle local
En telecomunicaciones; el bucle local, bucle de abonado, circuito de abonado', circuito local o lazo local es el cableado que se extiende entre la central telefónica (o conmutador) y el abonado.

## Telefonía
La conexión del bucle local telefónico es típicamente un par trenzado de cobre que va desde la central telefónica al local o vivienda del usuario.
Las líneas telefónicas de bucle local individual están conectadas a la central local o a un concentrador remoto.
Las conexiones al bucle local pueden ser utilizadas para transportar información utilizando varias tecnologías, incluyendo:
- voz analógica (para telefonía analógica tradicional).
- ISDN
- DSL:
  - ADSL
  - HDSL
  - SDSL
  - VDSL

## Esquema sencillo del Bucle Local o de Abonados

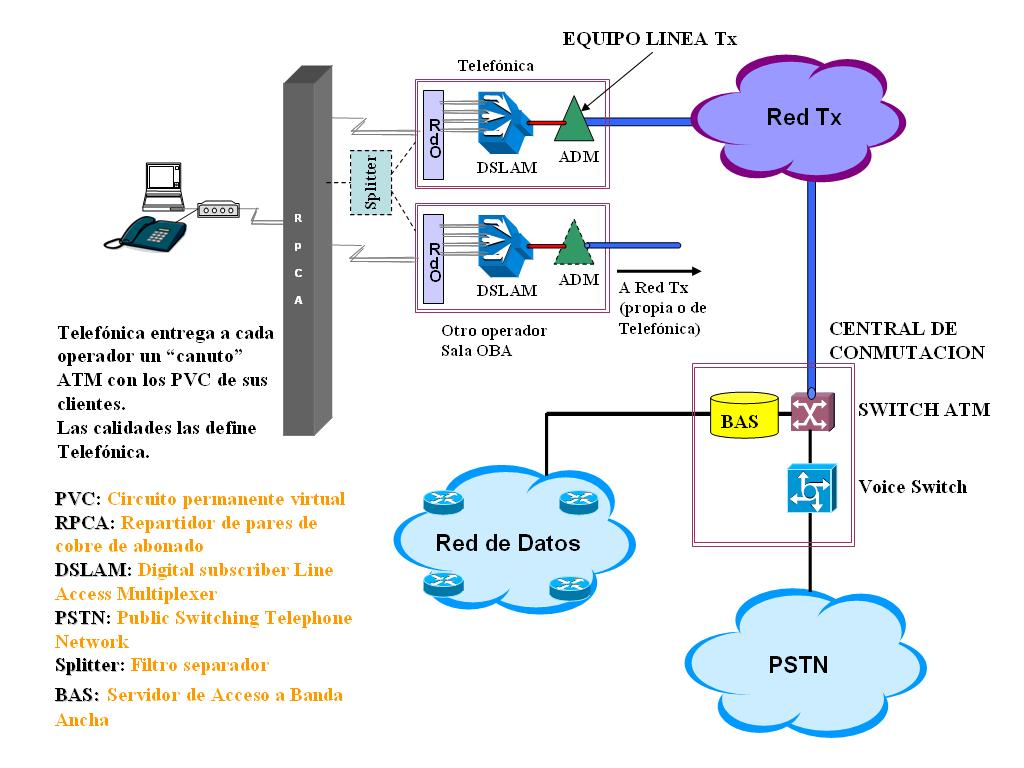
Esquema del bucle local; "Tx" significa "transmisiones".

## Otras comunicaciones
El término "bucle local" se utiliza también como sinónimo de una conexión del "último kilómetro" al local del usuario, independientemente de la tecnología. De ahí la frase "bucle local inalámbrico", donde este último tramo no es un par físico sino un enlace vía radio.